# 伊万·富卡
伊万·富卡（英語：Ivan Fuqua，1909年8月9日—1994年1月14日），美国男子田径运动员，主攻短跑。他曾代表美国参加1932年夏季奥林匹克运动会田径比赛，获得男子4×400米接力金牌。